# کبک (فیلم ۱۹۵۱)
کبک (انگلیسی: Quebec) فیلمی در سبک درام تاریخی به کارگردانی جرج تمپلتون و نویندگی آلن له می است که در سال ۱۹۵۱ منتشر شد. از بازیگران آن می‌توان به جان درو باریمور، کورین کالوت، باربارا راش، پاتریک نولز و جان هویت اشاره کرد. داستان این فیلم در سال ۱۸۳۷ رخ می‌دهد.